# 海老江 (弥富市)
海老江（えびえ）は、愛知県弥富市の地名。

## 地理
旧弥富町北西部に位置する。東は鯏浦町、西は五明、南は五明、北は五之三町に接する。

## 歴史

### 町名の由来
当地にエビが多く生息していたことによるという。

### 人口の変遷
国勢調査による人口および世帯数の推移。
| 1995年（平成7年）  | 26世帯 85人  |  |
| 2000年（平成12年） | 58世帯 137人 |  |
| 2005年（平成17年） | 59世帯 121人 |  |
| 2010年（平成22年） | 51世帯 118人 |  |
| 2015年（平成27年） | 48世帯 103人 |  |

### 沿革
- 1983年（昭和58年） - 弥富町五明・鯏浦の各一部により、弥富町海老江一丁目として成立[2]。
- 2006年（平成18年）4月1日 -  市制施行に伴い、弥富町海老江一丁目が弥富市海老江一丁目となる[WEB 10]。

## 交通
- 東名阪自動車道[1]
- 国道155号[1]

### WEB
1. ↑  “愛知県弥富市の町丁・字一覧”.   人口統計ラボ. 2022年12月12日閲覧。
2. ↑  総務省統計局 (2017年1月27日). “平成27年国勢調査の調査結果(e-Stat) - 男女別人口及び世帯数 －町丁・字等” (CSV). 2021年7月21日閲覧。
3. ↑  “愛知県弥富市の郵便番号一覧”.   日本郵便. 2022年12月12日閲覧。
4. ↑  “市外局番の一覧” (PDF).   総務省 (2022年3月1日). 2022年3月22日閲覧。
5. ↑  総務省統計局 (2014年3月28日). “平成7年国勢調査の調査結果(e-Stat) - 男女別人口及び世帯数 －町丁・字等” (CSV). 2021年7月20日閲覧。
6. ↑  総務省統計局 (2014年5月30日). “平成12年国勢調査の調査結果(e-Stat) - 男女別人口及び世帯数 －町丁・字等” (CSV). 2021年7月20日閲覧。
7. ↑  総務省統計局 (2014年6月27日). “平成17年国勢調査の調査結果(e-Stat) - 男女別人口及び世帯数 －町丁・字等” (CSV). 2021年7月21日閲覧。
8. ↑  総務省統計局 (2012年1月20日). “平成22年国勢調査の調査結果(e-Stat) - 男女別人口及び世帯数 －町丁・字等” (CSV). 2021年7月21日閲覧。
9. ↑  総務省統計局 (2017年1月27日). “平成27年国勢調査の調査結果(e-Stat) - 男女別人口及び世帯数 －町丁・字等” (CSV). 2021年7月21日閲覧。
10. ↑  弥富市役所 総務部 総務課 行政グループ (2015年2月19日). “弥富市住所一覧  旧弥富町” (pdf).   弥富市. 2024年5月12日時点のオリジナルよりアーカイブ。2022年12月28日閲覧。

### 書籍
1. 1 2 3 4  「角川日本地名大辞典」編纂委員会 1989, p. 1898.
2. 1 2  「角川日本地名大辞典」編纂委員会 1989, p. 247.